# Моксоб
Моксоб — село в Хасавюртовском районе Дагестана, Россия. Образует сельское поселение село Моксоб.

## География
Расположено в 30 км к северу от г. Хасавюрт на берегу реки Аксай.
Ближайшие сёла: на юго-западе — Новосельское, на северо-западе — Ново-Гагатли, на востоке — Кушбар.

## История
Основано в 1957 году и заселено выходцами из Чародинского района, которые, в свою очередь, были переселены из Чечни после возвращения туда чеченцев.
В 1983 году Указом Президиума Верховного Совета РСФСР утверждено наименование вновь возникшего населённого пункта селение Моксоб.

## Население
| 1939 | 1970 | 1989 | 2002 | 2010 | 2012 | 2013 |
| ---- | ---- | ---- | ---- | ---- | ---- | ---- |
| 267  | ↗728 | ↘288 | ↗579 | ↗667 | ↗669 | ↘666 |
| 2014 | 2015 | 2016 | 2017 | 2018 | 2019 | 2020 |
| ↘665 | ↗666 | ↘661 | ↗673 | ↗674 | ↘670 | ↘665 |
| 2021 | 2023 | 2024 | 2025 |      |      |      |
| ↘525 | ↗539 | ↗551 | ↘550 |      |      |      |

По данным Всероссийской переписи населения 2010 года моноэтническое аварское село.